# Nguyễn Quốc Bình
Nguyễn Quốc Bình (sinh năm 1959) là doanh nhân, chính trị gia Việt Nam. Ông hiện là đại biểu Quốc hội Việt Nam khóa 14 thành phố Hà Nội. Khi trúng cử thì ông là Ủy viên Ban thường vụ Đảng ủy Khối doanh nghiệp Hà Nội, Chủ tịch Hội đồng thành viên, Tổng giám đốc, Bí thư Đảng ủy công ty TNHH một thành viên Hanel. Ông trúng cử với tỷ lệ phiếu là 68,09%.

## Tiểu sử
Nguyễn Quốc Bình sinh ngày 22 tháng 6 năm 1959, người dân tộc Kinh, không theo tôn giáo nào. Ông có quê quán tại xã Hương Ngải, huyện Thạch Thất, TP Hà Nội.
Nguyễn Quốc Bình là Tiến sỹ Kinh tế, Kỹ sư điện tử.
Ông có bằng Cao cấp lý luận chính trị Đảng Cộng sản Việt Nam.
Ngày 29 tháng 10 năm 1981, Nguyễn Quốc Bình gia nhập Đảng Cộng sản Việt Nam.
Nguyễn Quốc Bình từng là Đại biểu Quốc hội Việt Nam khóa 13 đoàn Hà Nội, Đại biểu Hội đồng nhân dân thành phố Hà Nội.
Năm 2016, ông trúng cử Đại biểu Quốc hội Việt Nam khóa 14 đoàn Hà Nội.
Ông là Ủy viên Ban thường vụ Đảng ủy Khối doanh nghiệp Hà Nội; Chủ tịch Hội đồng thành viên, Tổng giám đốc, Bí thư Đảng ủy công ty TNHH một thành viên Hanel; Ủy viên Ủy ban Khoa học, Công nghệ và Môi trường của Quốc hội.